# Carl Heinrich von Siemens
Carl Heinrich von Siemens (a menudo simplemente Carl von Siemens) (3 de marzo de 1829 - 21 de marzo de 1906)  fue un empresario alemán, gestor por encargo de su hermano mayor Werner de la implantación en San Petersburgo de la compañía Siemens & Halske, con la que construyó numerosas líneas telegráficas por toda Rusia. Naturalizado ciudadano ruso desde 1883, fue ennoblecido por el zar Nicolás II de Rusia en 1895.

## Semblanza

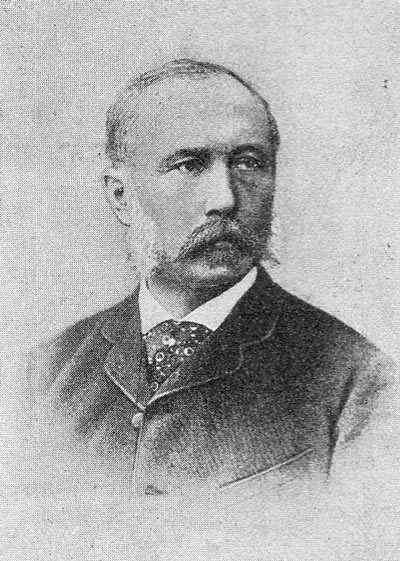
Carl Heinrich von Siemens

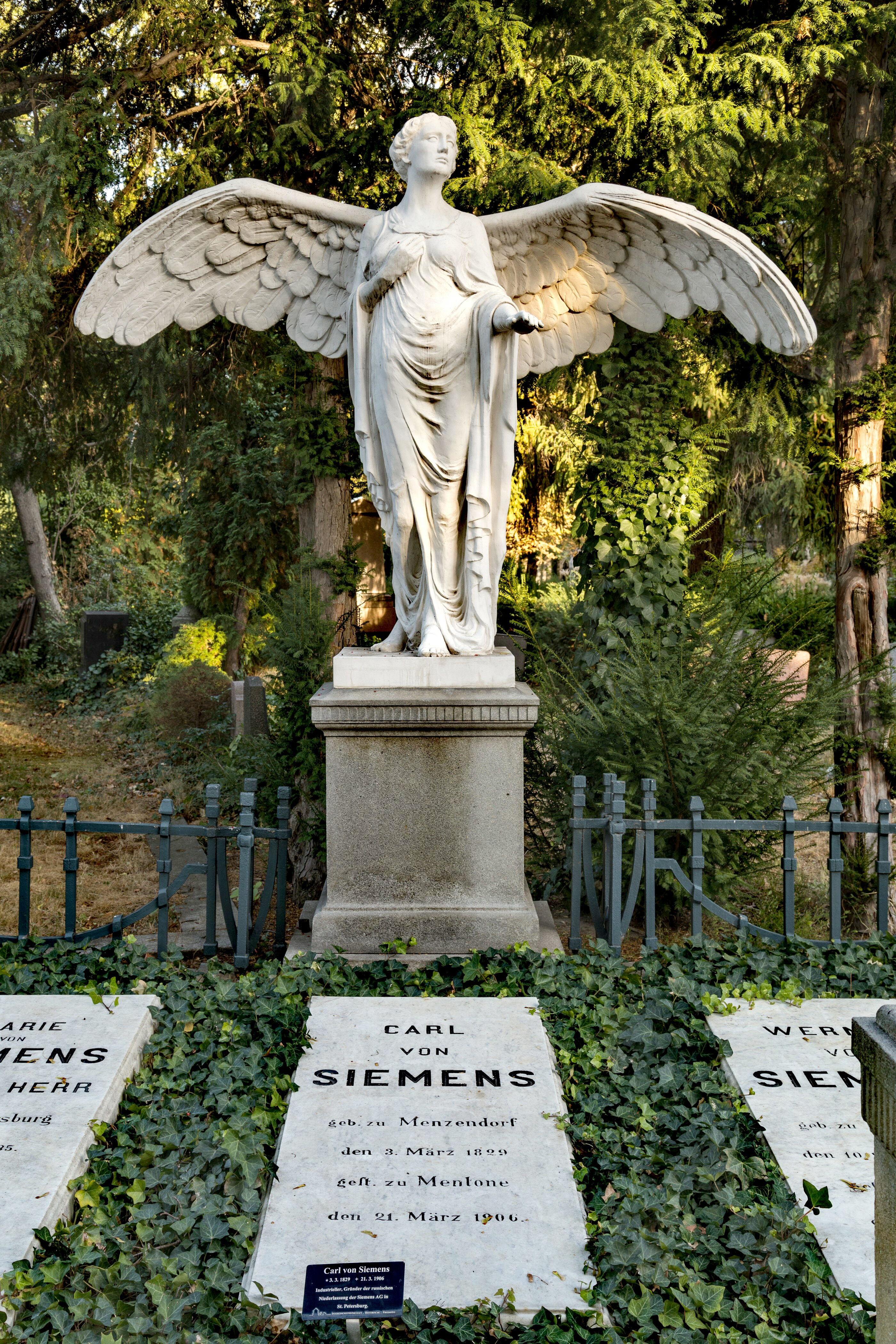
Sepultura de Carl Heinrich von Siemens en Berlín

Siemens nació en Menzendorf, Mecklemburgo, en 1829. Miembro de la familia Siemens, una antigua estirpe originaria de Goslar, era uno de los 14 hijos del arrendatario agrícola Christian Ferdinand Siemens (1787-1840) y de su esposa Eleonore Deichmann (1792-1839). Sus padres fallecieron cuando Carl Heinrich contaba con tan solo once años de edad, lo que hizo que los hermanos Siemens tuvieran que salir adelante con la ayuda de sus tíos, aunque su precaria situación económica no fue un obstáculo para que recibieran una adecuada educación técnica y comercial
En 1853 Carl Siemens viajó a San Petersburgo, donde había sido enviado por su hermano mayor Werner para gestionar los negocios de la compañía Siemens & Halske, que por entonces había logrado un contrato para construir la red de telegrafía en Rusia.
Los ingresos de la sucursal estaban garantizados principalmente por el contrato de reparación y mantenimiento de la red de telégrafos por 12 años, que también le valió a Siemens el título de proveedor oficial de la corte. Carl se casó con Marie von Kap-herr, hija de un comerciante ruso nacido en Alemania. Además de su trabajo en el grupo de su hermano, probó suerte por su cuenta, y en 1861 instaló la fábrica de vidrio Gorodok en su propiedad de Chmelewo junto al lago Ilmen. Sin embargo, la empresa no obtuvo beneficios en las dos décadas de su existencia y finalmente tuvo que ser liquidada en 1881.
La causa de este fracaso pudieron haber sido sus problemas de salud, que hicieron que se mudara al Cáucaso en 1867 y se hiciera cargo de la gestión de una mina de cobre en Kedabeg, en la gobernatura rusa de Elisabethpol (hoy Azerbaiyán). Por sugerencia de su hermano Walter, que estaba entonces construyendo líneas de telégrafo en el Cáucaso, compraron a medias la mina de cobre en Kedabeg en 1864, que, después de superar una serie de dificultades, se administró inicialmente como un "negocio privado" separado bajo la dirección de los hermanos Walter y Otto.
Después de la muerte de su esposa y de su hija Eleonore en Berlín, Carl regresó a Londres en 1869 para desarrollar el negocio decables submarinos de Siemens Brothers & Co., aunque tuvo que compartir la responsabilidad empresarial con su hermano mayor Carl Wilhelm Siemens ("William"). En busca de nuevos desafíos, regresó a Petersburgo a principios de la década de 1880, donde instaló la primera fábrica de cables de Rusia. Además, aprovechando su condición de ciudadano ruso desde 1883, logró en la década siguiente ganar el monopolio en el campo del alumbrado público eléctrico para Siemens en Rusia.
En la década de 1880, las fábricas de Carl Siemens en San Petersburgo, al igual que el grupo Siemens en su conjunto, se estaban quedando atrás frente a los modelos comerciales de la competencia, especialmente del grupo de AEG dirigido por Emil Rathenau. En las cartas intercambiadas entre los hermanos Carl y Werner, la expresión "judíos del dinero" que al principio aparecía ocasionalmente, acabó transformándose en una declarada actitud antisemita.
En reconocimiento a sus logros empresariales, fue nombrado caballero por el zar Nicolás II en 1895. Carl von Siemens había sido propietario de la finca Gostilizy cerca de San Petersburgo desde 1889, que legó a su hija Marie von Graevenitz, quien la administró hasta 1918. Desde 2011, una placa conmemorativa de bronce en la casa del padre Viktorin en Gostilizy ha conmemorado a Carl von Siemens y Marie von Graevenitz, modelada por el escultor berlinés Hans Starcke a partir de un diseño del historiador de arte  Jörg Kuhn. Fue encargado por la Fundación Werner Siemens, fundada en Suiza en 1923 por Marie von Graevenitz y su hermana Charlotte.
Después de que su hermano Werner se jubilara en 1890 por motivos de edad, Carl volvió a Berlín para hacerse cargo de la dirección de la empresa junto con sus sobrinos, los hijos de Werner Arnold y Wilhelm. En 1897, a instancias de Carl, el grupo se convirtió en una sociedad por acciones, paso al que siempre se había opuesto el fundador de la empresa, Werner, fallecido en 1892, por consideración a su ideal de empresa familiar, y Carl se convirtió en el primer presidente del consejo de supervisión de Siemens & Halske AG. Renunció al cargo en 1904.
Falleció en la localidad de la Costa Azul de Menton (Francia) en 1906, a los 77 años de edad. Su tumba se conserva en el Cementerio No. III de las congregaciones de la Iglesia de Jerusalén y de la Nueva Iglesia en Berlín-Kreuzberg, al sur de Hallesches Tor.